# 瓜尔迪斯塔洛
瓜尔迪斯塔洛（義大利語：Guardistallo），是意大利比萨省的一个市镇。总面积23.79平方公里，人口1293人，人口密度54.4人/平方公里（2009年）。ISTAT代码为050015。